# Научно-техническая библиотека Донецкого национального технического университета
Научно-техническая библиотека Донецкого национального технического университета (укр. Науково-технічна бібліотека Донецького національного технічного університету) — одна из крупнейших научно-технических библиотек Украины. Основана в 1921 году в Донецке.

## История
Библиотека была основана в 1921 году и называлась «Библиотека горного техникума», позднее — «Библиотека Индустриального института», «Библиотека Донецкого политехнического института», «Библиотека Донецкого государственного технического университета». Современное название — «Научно-техническая библиотека Донецкого национального технического университета».
Библиотека открыла двери для первых студентов, насчитывая в фонде лишь 200 рукописных методических пособий. С 1940 года, с развитием института, его лабораторий и кабинетов, значительно расширилась и библиотека, которая была разделена на 2 части: в первом учебном корпусе располагались основные книгохранилища с читальными залами, а во втором — отдел обслуживания учебной литературой и читальный зал. Была оформлена подписка на поставку 408 отечественных журналов и 30 иностранных. В своем фонде библиотека насчитывала уже более 650 тыс. изданий.
С началом Великой Отечественной войны институт готовился к эвакуации в Прокопьевск, но спасти саму библиотеку не удалось. Смогли вывезти только 20 тыс. экземпляров самых необходимых учебников и пособий.
С 1953 года библиотека начала получать бесплатные экземпляры. В это время началась активная работа по созданию справочного аппарата библиотеки.
С 1987 года библиотека стала зональным методическим центром всех вузов Донецкой и Луганской областей.
В 1991 году был создан отдел автоматизации, благодаря чему началась поэтапная автоматизация библиотечных процессов с помощью АБИС. С 2010 г. библиотека перешла на новое программное обеспечение АБИС «MARC SQL», что позволило автоматизировать многие процессы: комплектование, каталогизацию, учёт, штрих-кодирование фонда, обслуживание пользователей, предварительный заказ литературы, создания и управления электронными ресурсами и др.
С 1997 года был подключён интернет и разработан сайт библиотеки.
В 2014 году библиотека, как и университет в целом, эвакуирована в Красноармейск (позже переименованный в Покровск). Вместе с тем продолжает действовать библиотека в работающем ДонНТУ в Донецке.

## Обслуживание
1 сентября 2009 года НТБ ДонНТУ присоединилась к проекту ElibUkr «Электронная библиотека: Центр знаний в университетах Украины». Библиотека стала инициатором создания университетского репозитория — eDonNTUR (Electronic Donetsk National Technical University Repository).
В 2009 году в читальных залах библиотеки для студентов была открыта бесплатная зона Wi-Fi. Для обслуживания удалённых пользователей на сайте библиотеки создана услуга «Библиограф on — line», которая пользуется большим спросом. Библиотека предоставляет читателям традиционную услугу межбиблиотечного абонемента, а также современную форму — электронную доставку документов.
С 2012 года библиотека начала активно представлять свои услуги в социальных сетях. Для этого были созданы страницы во Вконтакте и на Facebook, а также открыт собственный канал на видеохостинге YouTube, где размещены все видеоролики, созданные сотрудниками библиотеки.
До 2014 года библиотека имела 5 читальных залов на 612 мест, занимая при этом площадь 3673 кв м. Ежегодно более 19 тыс. читателей посещают библиотеку 400 тыс. раз, где получают 1 млн книг. Сайт ежегодно посещают более 1 млн раз.

## Фонды
Фонд библиотеки универсальный и насчитывает около 1 млн 300 тыс. экземпляров. По своей структуре он распределяется следующим образом:
- Фонд научной литературы
- Фонд учебной литературы
- Фонд нормативно-технических документов
- Фонд учётно-регистрационной библиографии
- Фонд периодических изданий
- Фонд художественной литературы
- Фонд литературы на иностранном языке
- Коллекция научных трудов ученых университета
- Коллекция электронных документов

Количество записей в электронном каталоге насчитывает около 250 тыс. названий, 1600 единиц в коллекции электронных документов, доступ к которым осуществляется посредством гипертекстовых ссылок в библиографическом описании электронного каталога.

## Структура
- Отдел комплектования документов
- Отдел научной обработки документов и организации каталогов
- Научно-методический отдел
- Отдел информационных технологий и компьютерного обеспечения
- Научно-библиографический отдел
- Отдел обслуживания научной литературой
- Отдел обслуживания учебной литературой
- Отдел нормативно-технических документов
- Отдел периодики и художественной литературы
- Большой читальный зал
- Отдел хранения фондов
- Немецкий читальный зал
- Отдел культурно-просветительской работы

### СМИ о библиотеке
- Библиотека ДонНТУ станет украшением Донецка (недоступная ссылка)
- На библиотеку ДонНТУ потратят 8 млн грн
- Сайт библиотеки в Покровске (эвакуированный университет)
- Сайт библиотеки в Донецке (университет в ДНР)